# Lago Indawgyi
El lago Indawgyi (en birmano: အင်းတော်ကြီ) es el lago de agua dulce más grande de Myanmar y uno de los más grandes del Sudeste Asiático. Se ubica en el municipio (township) de Mohnyin, en el estado de Kachin, y ocupa la mayor parte de una reserva de la biósfera homónima reconocida por la Unesco.
El lago se extiende sobre una superficie de 260 kilómetros cuadrados a unos 166 metros sobre el nivel del mar. Tiene una longitud máxima de 13 kilómetros en dirección este a oeste y 24 kilómetros en dirección norte a sur.

## Reserva de la biósfera
El lago Indawgyi forma parte de un santuario de vida silvestre homónimo creado por el Ministerio de Conservación Ambiental y Recursos Forestales en 1999 y que forma parte de la  Red mundial de reservas de la biósfera de la Unesco desde 2017. Dicho santuario natural comprende unas 76 600 hectáreas y protege una amplia variedad de especies animales, incluyendo aves y mamíferos poco comunes.
Al menos diez especies en peligro de extinción se protegen en dicha reserva y tanto el lago como los humedales que le rodean se convierten en una importante zona de alimentación durante el invierno. De las especies amenazadas, los gansos greylag, los Orientales darter y los swamphen púrpuras suelen visitarla durante el mes de enero.

### Riesgos ambientales

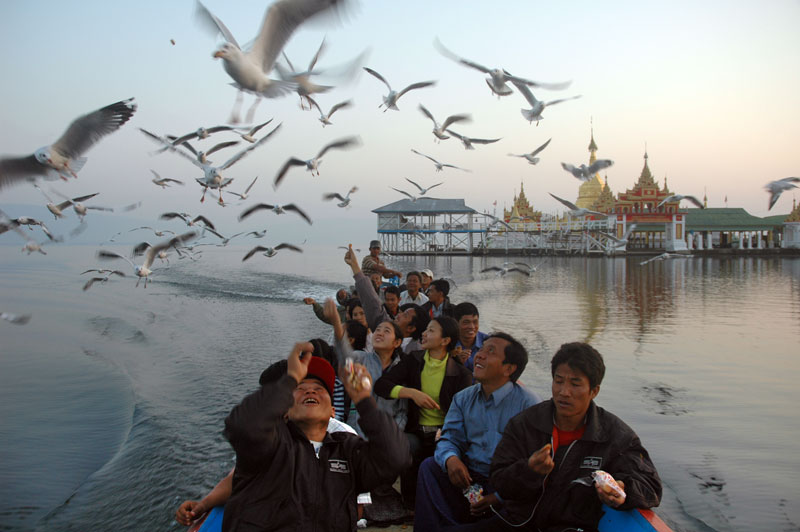
Paseo en canoa por el lago Indawgyi.

Al menos trece poblaciones se ubican orillas del lago y más de 36 se ubican en las cercanías. Sus habitantes pertenecen a las etnias Shan y Jingpo, que se dedican principalmente al cultivo del arroz en los humedales adyacentes. Algunos habitantes, sin embargo, han intentado drenar algunas zonas para extender sus cultivos y ello ha repercutido en la población de peces.
Por otro lado, la reserva se encuentra en una zona de influencia del Ejército Insurgente de Kachin y algunos rebeldes han abierto minas ilegales en las cercanías que con sus desechos contaminan sus aguas.